# Šovgenovskij rajon
Il Šovgenovskij rajon (in russo Шовгеновский район?) è un municipal'nyj rajon della Repubblica autonoma dell'Adighezia, in Russia. Occupa una superficie di circa 521 chilometri quadrati, si trova nel circondario federale  meridionale e ha come capoluogo Chakurinochabl'. Ospitava nel 2010 una popolazione di 15.359 abitanti, e ha una densità di popolazione di 59,51 ab/km².

## Villaggi
- Zarevo